# Fuente de la Cuesta de los Ciegos

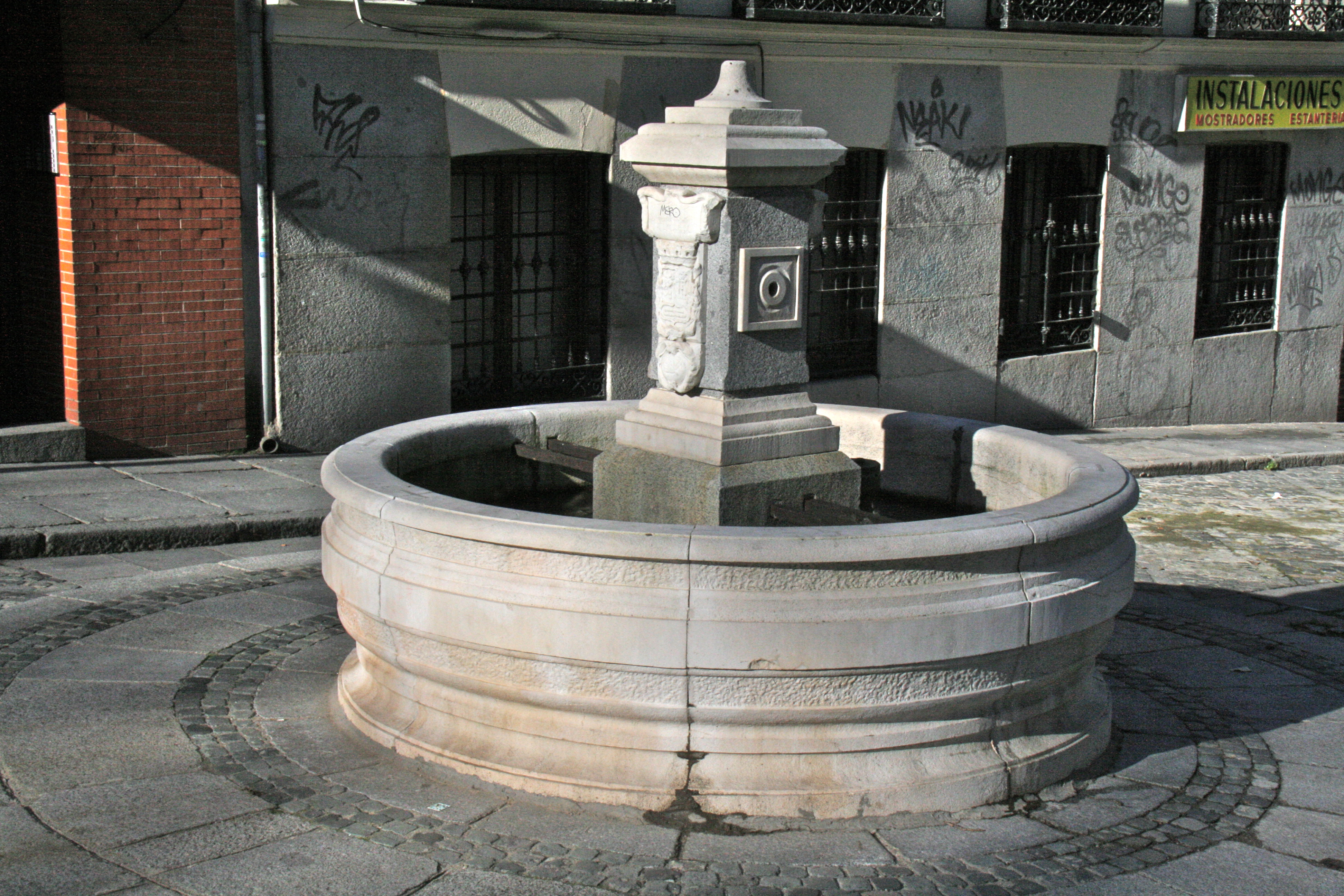
Caño de vecindad al pie de la Cuesta de los Ciegos, en 2010.

La Fuente de la Cuesta de los Ciegos es un caño de vecindad de la ciudad de Madrid situado al pie de la escalinata de la que toma su nombre. Fue instalada en 1932, por el gobierno de la Segunda República Española para asistir a las necesidades de los vecinos de una zona que en aquel momento histórico pasaba por ser de las más abandonadas de la capital de España.
Está formada por un pilón circular de granito y piedra blanca de Colmenar levantado sobre un basamento también circular realzado para salvar la inclinación del terreno y gracias a una "moldura cóncavo-convexa" suficientemente peraltado. El pilón tiene en el centro una base de piedra blanca sobre la que se alza la modesta estructura cúbica de la fuente. En las caras que dan al norte y al sur tiene labrado en la misma piedra de Colmenar el modelo republicano del escudo de la Villa de Madrid, en la que la corona real se sustituye por castillo, el laurel y la corona civil o mural. Lo complementan en bajorrelieve el tradicional emblema del oso y el madroño en un cuartel y el dragón en su par. Dos orificios recuerdan los dos grifos que tuvo cuando cubría servicio en el barrio. Culmina el cuerpo central de la fuente un sencillo cimacio.
Desde la pequeña plazuela que ocupa la fuente, asciende en zig-zag una escalinata de granito con 254 escalones, construida a principios del siglo xx, que lleva hasta la plaza de Gabriel Miró en el alto de Las Vistillas.